# HD 133112
HD 133112，又名BD-02 3933，SAO 140286、HR 5599，是一颗恒星，视星等为6.61，位于銀經354.49，銀緯46.28，其B1900.0坐标为赤經14h 57m 33.1s，赤緯-2° 46.28′ 14″。